# HR 858
Désignations
HR 858, également désigné HD 17926 ou TOI-396, est un système planétaire constitué d'une étoile de type spectral F6V de magnitude apparente 6,382, ainsi que de trois planètes. Les trois planètes, détectées grâce au télescope spatial TESS, mesurent toutes environ deux fois le diamètre de la Terre. Le système est localisé à ∼ 104 a.l. (∼ 31,9 pc) de la Terre.